# FC Lantana Tallinn
FC Lantana Tallinn foi um clube de futebol estoniano fundado em 1994. O Lantana conquistou os títulos da Meistriliiga de 1996 e 1997. O clube foi extinto após a temporada de 1999.  

## História

### FC Tevalte – primeiro clube de futebol privado da Estônia
Em 1993, Sergei Belov comprou o KSK Vigri para fundar o FC Tevalte, o primeiro clube de futebol profissional privado da Estônia. O clube recém-formado manteve alguns dos jogadores jovens mais talentosos do Vigri e contratou três jogadores importantes do FC Norma: Andrei Borissov, Sergei Bragin e Eduard Vinogradov. Além disso, o Tevalte trouxe três ex-campeões da União Soivética com o FC Zenit Saint Petersburg: Mikhail Biryukov, Sergey Kuznetsov, Vladimir Dolgopolov, e o futuro artilheiro de todos os tempos da Meistriliiga, Maksim Gruznov. Notavelmente, o Tevalte também apresentou os primeiros brasileiros ao futebol estoniano, Milton e Alberto Romualdo. Um jogo antes do final da temporada e enquanto liderava a liga, empatado em pontos com o FC Norma e o FC Flora, o Tevalte foi desclassificado por alegações de manipulação de resultados com base em denúncias de quatro árbitros da Meistriliiga. O resultado da temporada acabou sendo decidido em um jogo de desempate pelo título entre o FC Flora e o FC Norma, mas, como protesto contra a desclassificação do FC Tevalte, o Norma escalou seus jogadores juvenis e perdeu o jogo por 5 a 2.

### FC Lantana
Embora Belov tenha entrado com uma queixa contra a desclassificação, ele fundou um novo clube usando a licença do FC Nikol (sucessores diretos do FC TVMK, que levava o nome de uma empresa de transportes Nikol AS durante a temporada anterior). O clube recém-fundado foi batizado de Lantana-Markekor, onde Marlekor era uma referência à Markekor AS, a empresa que privatizou a fábrica da TVMK. O novo clube foi formado principalmente por jogadores do FC Tevalte.
Durante a primeira temporada sob o nome de Lantana, o clube de Belov terminou a temporada na segunda posição, um ponto atrás do FC Flora.
Após a temporada 1994–95, a UEFA anulou a decisão da federação estoniana de banir o FC Tevalte e o clube foi reintegrado à Meistriliiga devido à insuficiência de provas que sustentassem as alegações de manipulação de resultados. Como Sergei Belov já estava dirigindo um novo clube na época, o espaço reconquistado pelo FC Tevalte foi comprado pela AS Marlekor, a empresa diretamente ligada ao FC TVMK. Como isso, o nome da Marlekor foi retirado do Lantana-Marlekor e o Lantana continuou a operar por conta própria, enquanto a equipe dirigida pelos proprietários do TVMK jogou a temporada de 1995–96 como FC Tevalte-Marlekor, mantendo uma referência ao Tevalte, devido ao uso de sua licença por uma temporada. O Tevalte-Marlekor se tornou a verdadeira continuação do TVMK, recebendo de volta alguns ex-jogadores do TVMK/Nikol, incluindo o técnico Vjatšeslav Smirnov. Essa equipe não tinha nenhuma ligação com os clubes Tevalte ou Lantana de Belov.
Em 1996, após extensas negociações, batalhas legais nos tribunais estonianos e um recurso à FIFA, a Associação Estoniana de Futebol concordou em pagar ao FC Lantana 200 mil coroas estonianas pela desclassificação do FC Tevalte em 1994. O Lantana garantiu o título da Meistriliiga de 1995–96 com dois jogos de antecedência, derrotando o FC Tevalte-Marlekor por 2 a 0 com gols no segundo tempo. Durante a temporada, Urmas Hepner e Igor Prins se destacaram na defesa, enquanto Andrei Borissov foi elogiado por sua presença no meio-campo. O Lantana colocou seu nome ainda mais na história ao se tornar o primeiro clube de futebol da Estônia a chegar à segunda rodada das eliminatórias de uma competição da UEFA, vencendo o ÍBV da Islândia por 2 a 1 em casa e empatando em 0 a 0 fora, resultado que o Lantana poderia ter alcançado uma temporada antes, após uma vitória por 2 a 1 para o DAG-Liepāja, resultado que foi anulado pela UEFA devido ao fato de o Lantana ter escalado um jogador irregularmente.
Na temporada seguinte, o Lantana defendeu seu título, terminando três pontos acima do FC Flora. No entanto, eles caíram para o terceiro lugar, ficando 17 pontos atrás dos campeões durante a temporada 1997–98. Apesar de operar com um orçamento significativamente menor do que o do rival FC Flora, o Lantana confirmou que a classificação para as competições europeias seria seu objetivo final para a temporada de transição da Meistriliiga de 1998.
O Lantana terminou a temporada de 1998 na terceira posição, 10 pontos atrás do campeão FC Flora e 9 pontos atrás do segundo colocado, o JK Tallinna Sadam.
A falta de investimento de um patrocínio e a diminuição dos pagamentos da UEFA resultaram em uma significativa falta de orçamento para o clube após a temporada de 1998 e fizeram com que o Lantana terminasse em sexto lugar, apenas três pontos acima da zona de rebaixamento em 1999. A campanha europeia do clube também não foi bem-sucedida. Na Copa da UEFA, para a qual o Lantana se classificou graças ao seu 3.º lugar na temporada anterior, a equipe sofreu uma derrota agregada de 9 a 2 para o Torpedo Kutaisi.
Apesar de terminar acima da zona de rebaixamento, o Lantana se retirou da temporada seguinte da Meistriliiga devido a dificuldades financeiras e à falta de financiamento da UEFA.

### Após FC Lantana
Após a dissolução do FC Lantana, o proprietário do clube, Sergei Belov, que também jogou pelo Lantana como jogador, passou a jogar várias partidas pelo FC TVMK e pelo JK Narva Trans em 2000 e 2001. Em 2010, ele foi condenado por tráfico de drogas. Seu pai, Anatoli Belov, que atuou como gerente do FC Lantana durante a maior parte da história do clube, concentrou-se em treinar seu filho mais novo, Aleksei. Aleksei Belov passou a jogar em vários clubes da Meistriliiga, incluindo FC Flora, FC TVMK e JK Narva Trans. Aleksei também marcou 7 gols em 18 jogos pela seleção nacional sub-19 da Estônia.

## Títulos
- Meistriliiga
  - Campeão (2): 1995–96, 1996–97
- Supercopa da Estônia
  - Campeão (1): 1997-98

## Estatísticas no futebol estoniano
| Temporada | Liga | Pos. | J  | V  | E | D  | GP | GC | S   | Pts | Artilheiro (gols)   |
| --------- | ---- | ---- | -- | -- | - | -- | -- | -- | --- | --- | ------------------- |
| 1994–95   | 1    | 2    | 14 | 10 | 3 | 1  | 44 | 7  | 37  | 33  | Serhiy Morozov (25) |
| 1994–95   | 1C   | 2    | 10 | 7  | 2 | 1  | 26 | 9  | 15  | 23  | Serhiy Morozov (25) |
| 1995–96   | 1    | 1    | 14 | 10 | 3 | 1  | 37 | 8  | 29  | 33  | Maksim Gruznov (12) |
| 1995–96   | 1C   | 1    | 10 | 6  | 2 | 2  | 21 | 7  | 14  | 20  | Maksim Gruznov (12) |
| 1996–97   | 1    | 1    | 14 | 11 | 2 | 1  | 30 | 9  | 21  | 35  | Sergei Bragin (18)  |
| 1996–97   | 1C   | 1    | 10 | 7  | 2 | 1  | 22 | 6  | 16  | 23  | Sergei Bragin (18)  |
| 1997–98   | 1    | 3    | 14 | 5  | 4 | 5  | 20 | 17 | 3   | 19  | Vitali Leitan (9)   |
| 1997–98   | 1C   | 3    | 10 | 4  | 3 | 3  | 17 | 17 | 0   | 15  | Vitali Leitan (9)   |
| 1998      | 1    | 3    | 14 | 7  | 4 | 3  | 27 | 20 | 7   | 25  |                     |
| 1999      | 1    | 6    | 28 | 5  | 9 | 13 | 31 | 52 | −21 | 27  | Vitali Leitan (15)  |

## Estatísticas no futebol europeu
| Temporada | Torneio                 | Rodada | País      | Clube                         | Mandante | Visitante | Agregado |
| --------- | ----------------------- | ------ | --------- | ----------------------------- | -------- | --------- | -------- |
| 1995–96   | Recopa Europeia da UEFA | 1Q     | Letónia   | DAG-Liepāja                   | 0–0      | 0–31      | 0–3      |
| 1996–97   | Copa da UEFA            | 1Q     | Islândia  | Íþróttabandalag Vestmannaeyja | 2–1      | 0–0       | 2–1      |
| 1996–97   | Copa da UEFA            | 2Q     | Suíça     | FC Aarau                      | 2–0      | 0–4       | 2–4      |
| 1997–98   | Liga dos Campeões       | 1Q     | Finlândia | FC Jazz                       | 0–2      | 0–1       | 0–3      |
| 1998–99   | Recopa Europeia da UEFA | 1Q     | Escócia   | Heart of Midlothian FC        | 0–1      | 0–5       | 0–6      |
| 1999–00   | Copa da UEFA            | 1Q     | Geórgia   | Torpedo Kutaisi               | 0–5      | 2–4       | 2–9      |

1 FC Lantana Tallin ganhou por 2–1 mas, devido à utilização irregular de jogador, foi atribuído uma vitória de 3–0 a DAG Liepajas